# Mark My Bird
Mark My Bird ("Marque Meu Pássaro" (em português)) faz parte de um projeto financiado pelo Conselho Europeu de Investigação (CEI), baseado na Universidade de Sheffield. O projeto visa contribuir para a  compreensão de como e por que as taxas de evolução variam de acordo com a árvore da vida e o que isso significa para as origens e manutenção da diversidade biológica. O estudo baseia-se nos esforços de cientistas cidadãos para ajudar a processar dados compilados a partir de espécimes de aves em museus.